# ABC News Live

Ancien logo.

ABC News Live est une chaîne de télévision d'information numérique du groupe American Broadcasting Company. Elle est disponible par Internet sur le site ABCNews.com via streaming, sur des téléphones portables et aussi à travers certaines offres de cablo-opérateurs.

## Historique
La chaîne est apparue en avril 2005 sur Internet mais avait déjà été testée fin 2004. En septembre 2005 la chaîne est lancée sur le câble à travers les offres de Verizon.
Comme le groupe American Broadcasting Company, ce service est une filiale de The Walt Disney Company mais il est rattaché au Walt Disney Internet Group.
Le 10 octobre 2006, la Walt Disney Company au travers du Disney-ABC Television Group a obtenu un accord pour diffuser la chaîne d'information continue en Inde sur le bouquet Dish TV. C'est la première chaîne en dehors de ABC1 et des chaînes de Walt Disney Television à être diffusée à l'international.